# Agrochola emmedonia
Agrochola emmedonia là một loài bướm đêm trong họ Noctuidae.